# Calephelis maya
Calephelis maya is een vlindersoort uit de familie van de prachtvlinders (Riodinidae), onderfamilie Riodininae.
Calephelis maya werd in 1971 beschreven door McAlpine.